# Jarkwil
Jarkwil är en ö i Marshallöarna.   Den ligger i kommunen Arnoatollen, i den sydöstra delen av Marshallöarna, 30 km öster om huvudstaden Majuro. Arean är 0,23 kvadratkilometer.
Terrängen på Jarkwil är platt. Den sträcker sig 0,6 kilometer i nord-sydlig riktning, och 0,8 kilometer i öst-västlig riktning.